# Hans-Jörg Uther
Hans-Jörg Uther (* 20. Juli 1944 in Herzberg am Harz) ist ein deutscher Literaturwissenschaftler und Erzählforscher.

## Leben
Uther studierte zwischen 1969 und 1970 an der Universität München und zwischen 1970 und 1973 an der Universität Göttingen Volkskunde, Germanistik und Geschichte. Im letzten Studienjahr legte er das erste Staatsexamen für das Lehramt an Gymnasien ab. 1971 begann seine mehr als 40-jährige Mitarbeit an der Enzyklopädie des Märchens, zunächst als studentische Hilfskraft, ab 1973 als Redakteur. 1980 wurde er mit der Dissertation Behinderte in populären Erzählungen in Göttingen promoviert.
Von 1990 bis 1992 war er an der Universität Göttingen, von 1991 bis 1994 an der Universität-Gesamthochschule Essen Lehrbeauftragter. 1994 habilitierte er sich dort in Germanistik, Literaturwissenschaft und Volksliteratur. Seit 2000 war er Extraordinarius für Germanistik und Literaturwissenschaft in Essen. Seit 2010 leitete Uther die Forschungsstelle der Enzyklopädie des Märchens ehrenamtlich, bis zum Abschluss des Projekts am Jahresende 2015.
Uther publizierte zur komparatistischen und historischen Erzählforschung, zur Kinder- und Jugendliteratur, zur volkskundlichen Bildforschung sowie zur Typen-, Stoff- und Motivforschung. In den Jahren 1989 bis 2002 war er Herausgeber der Reihe Die Märchen der Weltliteratur des Eugen Diederichs Verlags, seit 1988 ist er Mitherausgeber der Zeitschrift Fabula. Außerdem hat er 1996 und 2004 zwei wichtige Editionen von Grimms Märchen herausgegeben. 2004 erschien seine Überarbeitung der Klassifikation von Aarne und Thompson, die seither als Aarne-Thompson-Uther-Index bezeichnet wird. Die übliche Abkürzung lautet ATU. Für die Enzyklopädie des Märchens verfasste Uther 138 der rund 4000 Artikel.
Uther ist seit 1992 korrespondierendes Mitglied der Akademie für Kinder- und Jugendliteratur in Volkach und seit 1993 Folklore Fellow (Full Member) der Finnischen Akademie der Wissenschaften zu Helsinki. Ferner gehört er dem wissenschaftlicher Beirat der Brüder Grimm-Gesellschaft Kassel an.

## Auszeichnungen
- 1993: Premio Internazionale di Studi Etnoantropologici Pitrè-Salomone Marino https://adw-goe.de/forschung/abgeschlossene-forschungsprojekte/akademienprogramm/enzyklopaedie-des-maerchens/herausgeber/hans-joerg-uther/
- 2005: Europäischer Märchenpreis der Märchen-Stiftung Walter Kahn https://adw-goe.de/forschung/abgeschlossene-forschungsprojekte/akademienprogramm/enzyklopaedie-des-maerchens/herausgeber/hans-joerg-uther/
- 2010: Brüder-Grimm-Preis der Philipps-Universität Marburg[4]
- 2017: Wildweibchenpreis der Reichelsheimer Märchen- und Sagentage[5]
- 2021 Honorary member International Society for Folk narrative Research http://www.isfnr.org/members-A-Z.php

## Schriften (Auswahl)
- Behinderte in populären Erzählungen. Studien zur historischen und vergleichenden Erzählforschung. Berlin 1981 (= Fabula/Supplement-Serie, Band 5).
- Katalog zur Volkserzählung. Spezialbestände des Seminars für Volkskunde und der Enzyklopädie des Märchens. 2 Bände. München u. a. 1987.
- The types of international folktales. A classification and bibliography. Based on the system of Antti Aarne and Stith Thompson. Helsinki 2004 (2011).
  - Band 1: Animal tales, tales of magic, religious tales, and realistic tales, with an introduction. ISBN 951-41-0955-4.
  - Band 2: Tales of stupid ogre, anecdotes and jokes, and formula tales. ISBN 951-41-0961-9.
  - Band 3: Appendices. ISBN 951-41-0963-5.
- Zum neuen internationalen Typenkatalog. In: Märchenspiegel, November 2004 (S. 10–14).
- Als Herausgeber Deutsche Märchen und Sagen, CD-ROM, Directmedia Publishing, Berlin 2004, ISBN 978-3-89853-780-3.
- Als Herausgeber Europäische Märchen und Sagen, CD-ROM, Directmedia Publishing, Berlin 2004, ISBN 3-89853-510-X
- Als Herausgeber Merkwürdige Literatur, CD-ROM, Directmedia Publishing, Berlin 2005, ISBN 3-89853-511-8
- Als Herausgeber Märchen der Welt, Digitale Bibliothek, Band 157, Directmedia Publishing, Berlin 2006, ISBN 3-89853-557-6.
- Handbuch zu den Kinder- und Hausmärchen der Brüder Grimm, De Gruyter, Berlin 2008 (3. Aufl. 2021).
- Deutscher Märchenkatalog. Ein Typenverzeichnis, Waxmann, Münster 2015, ISBN 978-3-8309-3332-8.